# Tonight (canção de Jay Sean)
"Tonight" é uma canção do cantor britânico Jay Sean. O single foi lançado a 18 de Janeiro de 2009 digitalmente no iTunes e a 26 de Janeiro de 2009 em CD single, mas o vídeo musical foi lançado a 17 de Novembro de 2008. Foi o quarto e último single do segundo álbum de estúdio My Own Way.

## História
O single inclui um remix com a colaboração de Lil Wayne, pedido feito pelo cantor à Cash Money Records para ser vendido na América. Mas o remix acabou por ser cancelado, e Sean gravou uma nova faixa para o comércio americano, "Down"
My Own Way: Deluxe Edition foi lançado a 16 de Fevereiro de 2009 no Reino Unido e foi falado em ser lançado também nos Estados Unidos, mas mais tarde foi esquecido e o cantor começou a trabalhar num álbum para lançar na América. O single de lançamento foi "Tonight".
A 22 de Abril de 2009, Harj D lançou um remix para a canção "Tonight", intitulado "Tonight (XS-Bass Remix)".

## Faixas e formatos
| Nº Faixa            | Título                               | Duração |
| ------------------- | ------------------------------------ | ------- |
| Digital CD1         |                                      |         |
| 01.                 | "Tonight (Josh Harris Remix)"        | 3:39    |
| 02.                 | "Tonight (Crazy Cousinz Remix)"      | 5:06    |
| 03.                 | "Tonight (DJ Shadow Dubai Remix)"    | 4:50    |
| Maxi CD/Digital CD2 |                                      |         |
| 01.                 | "Tonight (Edição de Rádio)"          | 3:25    |
| 02.                 | "Tonight (FP Edição de Rádio)"       | 3:24    |
| 03.                 | "Tonight (Crazy Cousinz Radio Edit)" | 3:22    |
| 04.                 | "Tonight (Punjabi Hit Squad Remix)"  | 4:16    |
| 05.                 | "I'm Gone (Versão acústica)"         | 4:08    |

## Desempenho

### Posições
| Tabelas musicais (2009)                  | Melhor posição |
| ---------------------------------------- | -------------- |
| Reino Unido UK Singles Chart             | 23             |
| Reino Unido UK R&B Chart                 | 5              |
| Roménia Romanian Singles Chart           | 13             |
| Turquia Turkish Singles Chart            | 18             |
| União Europeia Eurochart Hot 100 Singles | 70             |